# Man sku' være noget ved musikken
Man sku' være noget ved musikken é um filme de drama dinamarquês de 1972 dirigido e escrito por Henning Carlsen. Foi selecionado como representante da Dinamarca à edição do Oscar 1973, organizada pela Academia de Artes e Ciências Cinematográficas.

## Elenco
- Karl Stegger - Søren
- Birgitte Bruun - Caja
- Otto Brandenburg - Lasse
- Jesper Langberg - Svend
- Ingolf David - Ib
- Lone Lindorff - Elly
- Gyrd Løfquist - Café-ejeren
- Lene Maimu - Annie
- Lene Vedsegård - Ragnhild